# Počinki
Počinki (in russo Починки?) è un villaggio della Russia europea centro-orientale, nell'oblast' di Nižnij Novgorod, centro amministrativo del rajon Počinkovskij.
Si trova sul fiume Rudnja (affluente dell'Alatyr'), 220 km a sud di Nižnij Novgorod.